# Proto-polynésien
Le proto-polynésien (en abrégé PPN) est la proto-langue hypothétique à partir de laquelle toutes les langues polynésiennes modernes descendent. Cette langue a été reconstruite à l'aide de la linguistique comparée (de la même manière que l'indo-européen commun).

## Répartition géographique

Le proto-polynésien était parlé aux environs du dans la Polynésie ancestrale, une zone autour de Tonga et de Samoa (Fidji n'en fait pas partie).

Selon Patrick Vinton Kirch et Roger Green (2001), le proto-polynésien était parlé dans une zone englobant les îles Samoa, Tonga, Niue, Wallis, Futuna, Niuafo'ou et Niuatoputapu, à partir du Ier millénaire av. J.-C.. L'utilisation de la méthode comparative permet à ces auteurs d'affirmer que ces îles abritaient le foyer originel des Polynésiens, Hawaiki. Kirch et Green appellent cette zone la Polynésie ancestrale.

Par la suite (vers 900 après J.-C.), le proto-polynésien s'est divisé en deux branches : la branche tongique (tongien et niuéen) et le reste dans la branche polynésien nucléaire.

## Phonologie
La phonologie du proto-polynésien est très simple, avec 13 consonnes et 5 voyelles. En proto-polynésien, *q  était probablement un coup de glotte [ʔ].

### Consonnes
|                | Bilabiales | Alvéolaires | Vélaires | Glottales |
| -------------- | ---------- | ----------- | -------- | --------- |
| Occlusives     | *p         | *t          | *k       | *q        |
| Nasales        | *m         | *n          | *ŋ       |           |
| Fricatives     | *f         | *s          |          | *h        |
| Roulées        |            | *r          |          |           |
| Latérales      |            | *l          |          |           |
| Semi-consonnes | *w         |             |          |           |

### Voyelles
Le Proto-polynésien avait cinq voyelles, /a/ /e/ /i/ /o/ /u/, sans distinction de la longueur vocalique. Dans un certain nombre de langues polynésiennes, des séquences successives de voyelles se sont réunies pour produire de longues voyelles et des diphtongues ; dans certaines langues, ces sons sont devenus plus tard phonémiques.

### Correspondances sonores
| Proto-polynésien           | Proto-polynésien           | Proto-polynésien           | Proto-polynésien | - p | - t   | - k | - q | - m | - n   | - ŋ | - w | - ɸ | - s | - h | - l | - r |
|                            | Tongien                    | Tongien                    | Tongien          | p   | t     | k   | ʔ   | m   | n     | ŋ   | v   | f   | h   | h   | l   | Ø   |
| Niuéen                     | Niuéen                     | Niuéen                     | Ø                | p   | t     | k   |     | m   | n     | ŋ   | v   | f   | h   | h   | l   | Ø   |
| ?                          | ?                          | ?                          | ʔ/Ø              | p   | t     | k   | h   | m   | n     | ŋ   | v   | f   | h/Ø | l/Ø | l   |     |
| Proto-polynésien nucléaire | Proto-polynésien nucléaire | Proto-polynésien nucléaire | - p              | - t | - k   | - ʔ | - m | - n | - ŋ   | - w | - f | - s | - Ø | - l | - l |     |
|                            | Samoan                     | Samoan                     | p                | t   | ʔ     | Ø   | m   | n   | ŋ     | v   | f   | s   | Ø   | l   | l   |     |
| Futunien                   | Futunien                   | k                          | p                | t   | ʔ/Ø   |     | m   | n   | ŋ     | v   | f   | s   | Ø   | l   | l   |     |
| Tikopia                    | Tikopia                    | k                          | p                | t   | Ø     | ɾ   | ɾ   | n   | ŋ     | v   | f   | s   | Ø   |     |     |     |
| Nukuoro                    | Nukuoro                    | k                          | p                | t   | Ø     | h   | m   | n   | ŋ     | v   | l   | l   | Ø   |     |     |     |
| Proto-polynésien oriental  | Proto-polynésien oriental  | - p                        | - t              | - k | - ʔ/Ø | - m | - n | - ŋ | - w   | - f | - h | - Ø | - l | - l |     |     |
|                            | Rapanui                    | p                          | t                | k   | ʔ/Ø   | m   | n   | ŋ   | v     | v/h | h   | Ø   | ɾ   | ɾ   |     |     |
| Rarotongien                | Ø                          | p                          | t                | k   | ?/v   | m   | n   | ŋ   | v     | ʔ   |     | Ø   | ɾ   | ɾ   |     |     |
| Paumotu                    | Ø                          | p                          | t                | k   | f/h/v | m   | n   | ŋ   | v     | h   |     | Ø   | ɾ   | ɾ   |     |     |
| Maori de Nouvelle-Zélande  | Ø                          | p                          | t                | k   | w     | m   | n   | ŋ   | ɸ/h   | h   |     | Ø   | ɾ   | ɾ   |     |     |
| Tahitien                   | Ø                          | p                          | t                | ʔ   | ʔ     | m   | n   | v   | f/v/h | h   |     | Ø   | ɾ   | ɾ   |     |     |
| Marquisien du Nord         | Ø                          | p                          | t                | k   | k     | m   | n   | v   | h     | h   | ʔ   | ʔ   |     |     |     |     |
| Marquisien du Sud          | Ø                          | p                          | t                | ʔ   | n     | n   | f/h | v   |       | h   | ʔ   | ʔ   |     |     |     |     |
| Hawaïen                    | Ø                          | p                          | k                | ʔ   | n     | n   | w   | h/w | l     | l   |     |     |     |     |     |     |

## Vocabulaire
Voici un tableau de quelques exemples de mots tels qu'ils s'écrivent dans différentes langues polynésiennes. <'> représente une glottale, en API /ʔ/. Le <ng> et le <g> représentent le phonème /ŋ/. La lettre <r>  représente la consonne battue alvéolaire voisée /ɾ/ et non pas /r/.
|                  | Vocabulaire polynésien |         |        |             |          |                           |              |                   |         |                  |
| Proto-polynésien | Tongien                | Niuéen  | Samoan | Rapanui     | Tahitien | Maori de Nouvelle-Zélande | Rarotongien  | Marquisien du Sud | Hawaïen | français         |
| - taŋata         | tangata                | tangata | tagata | tangata     | ta'ata   | tangata                   | tangata      | ʻenata            | kanaka  | homme            |
| - sina           | hina                   | hina    | sina   | hina        | hinahina | hina                      | ʻina         |                   | hina    | aux cheveux gris |
| - kanahe         | kanahe                 | kanahe  | ʻanae  |             | 'anae    | kanae                     | kanae        |                   | ʻanae   | mulet            |
| - tiale          | siale                  | tiale   | tiale  | tiare       | tiare    | tīare                     | tiare        |                   | kiele   | fleur            |
| - waka           | vaka                   | vaka    | vaʻa   | vaka        | va'a     | waka                      | vaka         | vaka              | waʻa    | canoë            |
| - fafine         | fafine                 | fifine  | fafine | vi'e/vahine | vahine   | wahine                    | vaʻine       | vehine            | wahine  | femme            |
| - matuqa         | mātu'a                 | motua   | matua  | matuʻa      | metua    | matua                     | metua, matua | motua             | makua   | parent           |
| - rua            | ua                     | ua      | lua    | rua         | rua      | rua                       | rua          | ʻua               | lua     | deux             |
| - tolu           | tolu                   | tolu    | tolu   | toru        | toru     | toru                      | toru         | toʻu              | kolu    | trois            |